# Simulium philipponi
Simulium philipponi är en tvåvingeart som beskrevs av Elouard och Pilaka 1997. Simulium philipponi ingår i släktet Simulium och familjen knott. Inga underarter finns listade i Catalogue of Life.